# David Galle
 (décembre 2015).
David Galle (né à Menin en 1980) est un comique belge. 
Dans son style, typiquement stand-up comedy, il raconte de façon absurde les petites faces de la vie de tous les jours.

## Biographie
Il a passé sa jeunesse à Wervik, sur la frontière franco-belge, et habite maintenant à Bruges.
Ses spectacles sont en Néerlandais ou en patois de la Flandre-Occidentale. Néanmoins, il est surtout influencé par les comédiens français et les films français des années 1970-80.  
En 2009, Galle a gagné le prestigieux concours télévisé Canvas Comedy Cup avec ses Sketches
En 2010, Galle joue un rôle proéminent dans le programme télé De Kazakkendraaiers sur la Één (la première chaine Flamande). Ce programme diffusé le dimanche soir atteint un million de spectateurs.
En 2011, Galle sillonne les centres culturels avec son premier one-man-show.
Depuis cette date, Galle en est à son est à son 3e one-man-show Comique et est un invité régulier dans différents programmes télé sur les différentes chaines Néerlandophones Eén, Canvas, Vier, Vijf-TV et WTV.